# Дуткин, Алексей Иванович
Алексей Иванович Дуткин (15 октября 1902 года, село Кошкары, ныне Конотопский район, Сумская область — 25 октября 1972 года, Москва) — советский военный деятель, Генерал-майор (1 октября 1942 года).

## Начальная биография
Алексей Иванович Дуткин родился 15 октября 1902 года в селе Кошкары ныне Конотопского района Сумской области.

## Военная служба

### Гражданская война
В июне 1919 года вступил в ряды РККА, после чего был направлен красноармейцем в Конотопский караульный батальон, а в августе — в 412-й стрелковый полк (46-я стрелковая дивизия, Южный фронт), после чего принимал участие в боевых действиях против войск под командованием генерала А. И. Деникина, в районах городов Полтава, Батурин, Путивль, Сумы, на реке Десна, а также в наступательных боевых действиях на севском, судженском, льговском, бердянском и мелитопольском направлениях, а в 1920 году принимал участие в боевых действиях против войск под командованием П. Н. Врангеля в районе Перекопского перешейка и Чонгарского полуострова.

### Межвоенное время
С апреля 1921 года Дуткин находился в долгосрочном отпуске, после возвращения из которого в октябре 1922 года был направлен на учёбу в 6-ю Харьковскую пехотную школу, дислоцированную в Чугуеве, после окончания которой с сентября 1924 года служил в 135-м стрелковом полку (45-я стрелковая дивизия, Украинский военный округ) на должностях командира взвода, помощника начальника полковой школы, командира и политрука роты.
В 1928 году был направлен на учёбу в Военную академию имени М. В. Фрунзе, после окончания которой в 1931 году был направлен в Среднеазиатский военный округ, где был назначен на должность начальника 1-й части 7-й кавалерийской дивизии, а в марте 1934 года — на должность начальника штаба 4-й кавалерийской дивизии.
В ноябре 1935 года был направлен на учёбу на военно-исторические курсы при Военной академии имени М. В. Фрунзе, а в декабре 1937 года — в Академию Генштаба РККА. С января 1940 года по предписанию заместителя наркома обороны Е. А. Щаденко Дуткин находился в служебной командировке за рубежом, а после возвращения с августа того же года исполнял должность старшего помощника начальника 2-го отдела Организационного управления Генштаба Красной Армии.

### Великая Отечественная война
В августе 1941 года был назначен на должность старшего помощника начальника отдела Организационно-штатного управления Главного управления формирования и укомплектования войск Красной Армии.
С января 1942 года исполнял должность начальника штаба 14-го кавалерийского корпуса (Архангельский военный округ). С 23 января по 3 февраля временно исполнял обязанности командира корпуса. В мае того же года был назначен на должность начальника штаба 17-го кавалерийского корпуса, в сентябре — на должность начальника штаба 4-го гвардейского, а затем — на должность начальника штаба 5-го гвардейского кавалерийских корпусов, который вскоре принимал участие в битве за Кавказ, а также в ходе Корсунь-Шевченковской, Ясско-Кишинёвской, Дебреценской, Будапештской и Венской наступательных операций. За отличия при освобождении Будапешта корпус получил почётное наименование «Будапештский».
С марта 1945 года состоял в распоряжении командующего кавалерией Красной Армии.

### Послевоенная карьера
После окончания войны генерал-майор Дуткин был назначен на должность начальника кафедры кавалерии Военной академии имени М. В. Фрунзе, а в сентябре 1953 года — на должность профессора группы кавалерии кафедры общей тактики этой же академии.
С марта 1956 года находился в распоряжении Генерального штаба, а затем Управления кадров Сухопутных войск и в январе 1957 года был назначен на должность старшего преподавателя Военной академии имени М. В. Фрунзе. В декабре того же года генерал-майор Алексей Иванович Дуткин вышел в запас.
Умер 25 октября 1972 года в Москве. Похоронен на Введенском кладбище (29 уч.).

## Награды
- Три ордена Ленина;
- Три ордена Красного Знамени;
- Два ордена Кутузова 2 степени;
- Орден Отечественной войны 1 степени;
- Медали.